# رب باتلر
رابرت آستین باتلر، بارون باتلر آو سافرون والدن (انگلیسی: Richard Austen Butler, Baron Butler of Saffron Walden; زاده ۹ دسامبر ۱۹۰۲ – درگذشته ۸ مارس ۱۹۸۲) یک سیاست‌مدار اهل بریتانیا بود که از اکتبر سال ۱۹۶۳ تا اکتبر ۱۹۶۴ به مدت یک سال مقام وزارت امور خارجه بریتانیا را برعهده داشت.